# شاهزاده حسين
شاهزاده حسين هو مرقد وبرج تاريخي يعود إلى عصر الدولة السلجوقية، ويقع في أصفهان.